# Synema gracilipes
Synema gracilipes är en spindelart som beskrevs av Dahl 1907. Synema gracilipes ingår i släktet Synema och familjen krabbspindlar. Inga underarter finns listade i Catalogue of Life.